# Jeff Gerstmann
Jeffrey Michael Gerstmann (nacido el 1 de agosto de 1975) es un periodista estadounidense especializado en videojuegos. Ex director editorial del sitio web de videojuegos GameSpot y cofundador/editor del sitio web de videojuegos Giant Bomb, Gerstmann comenzó a trabajar en GameSpot en otoño de 1996, en torno al lanzamiento de VideoGameSpot, cuando GameSpot dividió los juegos de PC y consola en áreas separadas. Todos los lunes compartía sus opiniones sobre otros temas en su blog de GameSpot antes de su controvertido despido de GameSpot en 2007, tras una crítica de Kane & Lynch: Dead Men. La revista de Complex Networks incluyó a Gerstmann en su lista de las 25 mayores celebridades de la industria de los videojuegos.

## Carrera
Gerstmann comenzó a trabajar en el periodismo de videojuegos a principios de la década de 1990, tras haber estado involucrado en la industria del juego desde los 17 años, haciendo trabajos por cuenta propia y trabajando para una revista impresa durante menos de un año. Fue contratado como becario en GameSpot en 1996, y acabó convirtiéndose en director editorial.
Gerstmann apareció con el analista de productos de Sega Dennis Lee en septiembre de 1999, para hablar sobre el lanzamiento de la Sega Dreamcast en Good Morning America con Diane Sawyer y jugando a NFL 2K y Ready 2 Rumble Boxing, notable por el choque de la Dreamcast mientras estaba en vivo en la televisión nacional en una de sus primeras demostraciones de televisión. Gerstmann señala personalmente en un episodio del Giant Bombcast que cree que su aparición en el programa con una camiseta de FUBU contribuyó a la caída de la popularidad de la empresa de ropa. El segmento también fue notable por las numerosas falsedades del analista de productos de Sega, al afirmar que "realmente puedes ver la nieve cubriendo lentamente el suelo, a medida que el juego avanza, la nieve cubrirá el campo", características que no estaban presentes en el producto.

### Baja de GameSpot (2007-2008)
Jeff fue despedido de su puesto en GameSpot como director editorial el 28 de noviembre de 2007. Inmediatamente después de su cese, circularon rumores que proclamaban que su despido era el resultado de la presión externa de Eidos Interactive, el editor de Kane & Lynch: Dead Men, al que Gerstmann había dado previamente una calificación de Justo, que es relativamente indeseable, junto con una crítica. Esto ocurrió en un momento en el que Eidos había estado invirtiendo mucho dinero en publicidad en GameSpot, transformando todo el sitio web para utilizar un tema y un fondo de Kane & Lynch en lugar del diseño habitual de GameSpot. De acuerdo con la ley del Estado de California y con CNET Networks, GameSpot no pudo dar detalles sobre los motivos del despido de Gerstmann. Tanto GameSpot como la empresa matriz CNET declararon que su despido no estaba relacionado con la crítica negativa. Sin embargo, una entrevista posterior con Gerstmann en 2012 contradijo esta afirmación, afirmando que la dirección cedió a la presión del editor.
Tras el cese de Gerstmann, los editores Alex Navarro, Ryan Davis, Brad Shoemaker y Vinny Caravella abandonaron GameSpot al considerar que no podían seguir trabajando para una publicación que se consideraba que había cedido a la presión de los anunciantes.
En 2012, con la adquisición del sitio Giant Bomb de Gerstmann por parte de CBS Interactive, que era la propietaria de CNET, parte de la adquisición anuló el acuerdo de no despido entre Gerstmann y CNET. Durante una entrevista de 2012 de GameSpot "On the Spot" con Gerstmann, éste pudo hablar de los términos de su despido en 2008. Gerstmann reveló que su despido estaba, de hecho, relacionado con la baja puntuación de las críticas que había dado a Kane & Lynch, aunque su explicación citó otros hechos similares que condujeron al despido, incluyendo una puntuación de 7,5 (buena) dada a Ratchet & Clank Future: Tools of Destruction por Aaron Thomas, entonces empleado de Gerstmann. Estos hechos le llevaron a ser "llamado a una sala" varias veces para discutir las críticas publicadas en el sitio. Gerstmann continuó culpando a un nuevo equipo de gestión que no pudo manejar adecuadamente la tensión entre el personal de marketing y el personal editorial, culpando además al departamento de marketing, que según él no estaba preparado para manejar las quejas de los editores y las amenazas de retirar el dinero de la publicidad por las bajas puntuaciones de las críticas. Gerstmann también declaró que se encontró con algunos miembros del desarrollador de [Kane & Lynch] IO Interactive en una convención unos meses después de su despido. Afirma que una de las personas con las que se cruzó le dijo: "Sí, Kane & Lynch no era un juego muy bueno". Gerstmann respondió: "Deberías llamar a mis antiguos jefes y decirles eso".
Poco después de dejar GameSpot, Gerstmann abrió un blog en línea: "Principalmente, he creado este sitio para ofrecer a la gente un lugar centralizado en el que puedan oírme directamente, ya que todos los fragmentos que han llegado a los sitios de noticias de juegos a través de entrevistas y el blog de mi cuenta de MySpace no son realmente la mejor manera de comunicarse. Así que si estás interesado en lo que pienso hacer a partir de ahora, este es el lugar. También compartiré mis opiniones sobre los juegos y el negocio que los rodea, quizá con uno o dos vídeos ocasionales". En el primer episodio del Podcast "GameSages" de IGN, Gerstmann declaró que estaba hablando con "viejos amigos" -que más tarde se reveló que eran Shelby Bonnie, el antiguo director general y cofundador de CNET, junto con otros antiguos miembros de GameSpot que se marcharon poco después del despido de Gerstmann y fundaron Whiskey Media- en relación con sus planes futuros.
Gerstmann y Davis anunciaron la creación de su nueva empresa, Giant Bomb, en marzo de 2008, bajo la marca Whiskey Media, y el sitio web comenzó a funcionar el 21 de julio de 2008. A partir de enero de 2020, en Giant Bomb trabajan Gerstmann y otros periodistas de videojuegos, incluidos los antiguos socios de GameSpot que se fueron junto a él: Shoemaker, Caravella, Navarro y, anteriormente, Davis (que murió en 2013). El equipo produce contenido relacionado con los videojuegos con múltiples series de vídeo, incluyendo "Endurance Runs" jugando a través de la totalidad de los juegos largos, "Quick Looks" que pasan unos 20-30 minutos jugando a través de nuevos títulos, y el segmento "This Ain't No Game". También producen un podcast, el "BombCast". El sitio incluye reseñas de videojuegos y cubre noticias de videojuegos. Gerstmann también produce y sube personalmente al sitio un segmento de vídeo de contenido premium llamado "Jar Time with Jeff", emisiones de una hora de duración que suelen girar en torno a juegos de palabras relacionados con jarras, en las que Gerstmann bebe de una jarra mientras responde a preguntas enviadas por correo electrónico por los usuarios de Giant Bomb.
Giant Bomb fue votado por la revista Time como uno de los 50 mejores sitios web de 2011.
El 15 de marzo de 2012, el personal de Giant Bomb anunció que el sitio había sido adquirido por CBS Interactive, propietarios de CNET, lo que significa que Gerstmann trabajaría junto a su antiguo empleador, GameSpot.

## Otros aspectos
Gerstmann era un invitado habitual en Bonus Round, un programa de debate sobre la industria de los videojuegos presentado por Geoff Keighley en GameTrailers.

## Vida personal
Gerstmann se comprometió en el verano de 2015. Anunció que se casaba el 16 de febrero de 2016 en el Giant Bombcast. El 22 de julio de 2019, Gerstmann anunció el nacimiento de su primer hijo. En mayo de 2021, anunció el segundo embarazo de su esposa, cuyo hijo nacería en septiembre.